# 설악산 내설악 만경대
설악산 내설악 만경대(雪嶽山 內雪嶽 萬景臺)는 대한민국 강원특별자치도 인제군 오세암 바로 앞의 해발 922.2m인 한국의 화강암 지형이며 화강암 봉우리이다. 2013년 3월 11일 대한민국의 명승 제104호로 지정되었다.

## 개요
만경대는 오세암 바로 앞의 해발 922.2m인 봉우리로 용아장성, 공룡능선, 흑선동계곡, 나한봉 등의 절경을 한눈에 볼 수 있는 저명한 경관조망지점이다. 만경대에서 바라보면 신라 선덕여왕 12년(643)에 자장율사가 암자를 짓고 ‘관음암’이라 하였다가 허물어진 것을 인조 21년(1643)에 설정(雪淨)이 다시 세운 오세암(五歲菴)이 바로 앞에 있어 역사 문화적 경관적 가치가 더욱 뛰어나다. 만경대 봉우리의 화강암은 중생대 백악기의 불국사 화강암에 해당한다. 

## 같이 보기
- 용아장성
- 공룡능선
- 흑선동계곡
- 나한봉
- 인제군의 지질

## 참고 자료
- 설악산 내설악 만경대 - 국가유산청 국가유산포털